# Бромвич, Джон
Джон Эдвард Бромвич (англ. John Edward Bromwich; 14 ноября 1918, Когара, Новый Южный Уэльс — 21 октября 1999, Джелонг, Виктория) — австралийский теннисист, член Международного зала теннисной славы с 1984 года.
- Двукратный чемпион Австралии в одиночном разряде (1939, 1946)
- 17-кратный победитель турниров Большого шлема в мужском и смешанном парном разряде
- Двукратный обладатель Кубка Дэвиса (1939, 1950) в составе сборной Австралии
- Член Зала спортивной славы Австралии с 1986 года

## Спортивная карьера
Джон Бромвич оставался одним из ведущих теннисистов Австралии на протяжении игровой карьеры, длившейся как до, так и после Второй мировой войны, в ходе которой он служил в армии, был ранен и заразился малярией во время Новогвинейской кампании. Он играл в финалах чемпионата Австралии три раза до войны и четыре — после неё, выиграв по одному разу в каждый период. На Уимблдонском турнире 1948 года Бромвич был в одном шаге от титула, но не сумел реализовать три матч-бола в пятисетовом финальном поединке с Бобом Фалькенбургом. На чемпионатах США он трижды играл в полуфинале — дважды до войны и один раз после неё. В списке десяти сильнейших теннисистов мира, ежегодно составляемом газетой Daily Telegraph, Бромвич фигурировал дважды до войны и трижды — после, в общей сложности пять раз подряд с 1938 по 1948 год (с 1940 по 1945 год список не составлялся): в 1939 году он занял в этом списке второе место.
Тем не менее, основной своей славы Бромвич добился в мужском парном разряде. Начиная с 1938 года, он восемь раз подряд побеждал в чемпионате Австралии в паре со старшим соотечественником Адрианом Квистом, что до настоящего времени остаётся рекордом турнира. Лишь в 1951 году Бромвич и Квист уступили пальму первенства будущим обладателям классического Большого шлема в мужских парах — Фрэнку Седжмену и Кену Макгрегору. Этому поражению предшествовал успех 1950 года, когда Бромвич сам выиграл три из четырёх турниров Большого шлема — чемпионат Австралии с Квистом, Уимблдонский турнир с Седжменом и чемпионат США с ещё одним австралийцем Биллом Сидуэллом. В общей сложности на его счету 13 побед в турнирах Большого шлема в мужских парах. Помимо этого, он четырежды побеждал в миксте — дважды на Уимблдоне и по разу в Австралии (где ещё пять раз проигрывал в финалах) и в США. В трёх из четырёх побед его партнёршей была американка Луиза Браф.
Бромвич был одним из ведущих игроков довоенной и послевоенной сборной Австралии в Международном теннисном кубке вызова (ныне известном как Кубок Дэвиса). Он шесть раз играл со сборной в финале этого турнира и дважды завоёвывал с ней его главный трофей. Первый раз это случилось в 1939 году, когда они с Квистом после первого дня финального матча в США проигрывали со счётом 2:0. Начало парной встречи тоже сложилось для них неудачно — они уступили в первом сете и проигрывали во втором 3-1. Но затем Бромвич продемонстрировал то, что игрок сборной США Тед Шрёдер назвал «самые феноменальные два с половиной сета парной игры, которые я видел в жизни», и вырвал победу в третьей игре, а после того, как Квист в третий день сравнял счёт в матче, довёл дело до общей победы, убедительно переиграв Фрэнка Паркера. Второй раз он выиграл Кубок Дэвиса в свой последний год в сборной Австралии — в триумфальном для себя 1950 году, снова в США. В общей сложности Бромвич провёл за сборную Австралии 24 матча, победив в 20 из 21 встречи в парном разряде, а в одиночном добившись победы в 19 из 30 игр.
Свой последний финал на турнире Большого шлема Бромвич провёл в 1954 году, когда с Берил Пенроуз в шестой раз за карьеру дошёл до финала чемпионата Австралии в миксте. В 1984 году его имя было включено в списки Международного зала теннисной славы, одновременно с именем Квиста, а два года спустя — в списки Зала спортивной славы Австралии. Он умер в октябре 1999 года; его многолетний партнёр Квист пережил его меньше чем на месяц.

## Стиль игры
Теннисный комментатор и историк Бад Коллинз пишет, что у Бромвича был один из самых необычных стилей игры в истории тенниса. Левша от рождения, он подавал мяч правой рукой, но при этом играл одной рукой слева и двумя справа. Струны на его ракетке всегда были натянуты очень слабо, а его любимым приёмом было направить мяч прямо в ноги сопернику, что, при его виртуозном владении ракеткой, удавалось регулярно. В целом он мог раз за разом отправлять мяч в заранее выбранный сектор корта. Характерной в этом отношении была решающая игра финала Международного кубка вызова против Фрэнка Паркера в 1939 году. Перед игрой капитан сборной Фред Перри сказал Бромвичу, что, если тот хотя бы раз подаст мяч Паркеру под правую руку, пусть тогда делает это пять тысяч раз. Бромвич последовал совету тренера, бомбардируя Паркера мячами под правую руку с самого начала игры. В результате первое очко они разыгрывали две минуты, первый гейм — 13, и после этого форхенд Паркера перестал работать.

## Участие в финалах турниров Большого шлема за карьеру

### Одиночный разряд (2+6)
| Результат | Год  | Турнир                  | Соперник в финале | Счёт в финале           |
| --------- | ---- | ----------------------- | ----------------- | ----------------------- |
| Поражение | 1937 | Чемпионат Австралии     | Вивиан Макграт    | 3-6, 6-1, 0-6, 6-2, 1-6 |
| Поражение | 1938 | Чемпионат Австралии (2) | Дон Бадж          | 4-6, 2-6, 1-6           |
| Победа    | 1939 | Чемпионат Австралии     | Адриан Квист      | 6-4, 6-1, 6-3           |
| Победа    | 1946 | Чемпионат Австралии (2) | Динни Пэйлз       | 5-7, 6-3, 7-5, 3-6, 6-2 |
| Поражение | 1947 | Чемпионат Австралии (3) | Динни Пэйлз       | 6-4, 4-6, 6-3, 5-7, 6-8 |
| Поражение | 1948 | Чемпионат Австралии (4) | Адриан Квист      | 4-6, 6-3, 3-6, 6-2, 3-6 |
| Поражение | 1948 | Уимблдонский турнир     | Боб Фалькенбург   | 5-7, 6-0, 2-6, 6-3, 5-7 |
| Поражение | 1949 | Чемпионат Австралии (5) | Фрэнк Седжмен     | 3-6, 2-6, 2-6           |

### Мужской парный разряд (13+3)
| Результат | Год  | Турнир                  | Партнёр       | Соперники в финале               | Счёт в финале            |
| --------- | ---- | ----------------------- | ------------- | -------------------------------- | ------------------------ |
| Поражение | 1937 | Чемпионат Австралии     | Джек Харпер   | Адриан Квист Дон Тёрнбулл        | 2-6, 7-9, 6-1, 8-6, 4-6  |
| Победа    | 1938 | Чемпионат Австралии     | Адриан Квист  | Готфрид фон Крамм Хеннер Хенкель | 7-5, 6-4, 6-0            |
| Поражение | 1938 | Чемпионат США           | Адриан Квист  | Дон Бадж Джин Мако               | 3-6, 2-6, 1-6            |
| Победа    | 1939 | Чемпионат Австралии (2) | Адриан Квист  | Колин Лонг Дон Тёрнбулл          | 6-4, 7-5, 6-2            |
| Победа    | 1939 | Чемпионат США           | Адриан Квист  | Джек Кроуфорд Гарри Хопман       | 8-6, 6-1, 6-4            |
| Победа    | 1940 | Чемпионат Австралии (3) | Адриан Квист  | Джек Кроуфорд Вивиан Макграт     | 6-3, 7-5, 6-1            |
| Победа    | 1946 | Чемпионат Австралии (4) | Адриан Квист  | Макс Ньюкомб Лен Шварц           | 6-3, 6-1, 9-7            |
| Победа    | 1947 | Чемпионат Австралии (5) | Адриан Квист  | Фрэнк Седжмен Джордж Уортингтон  | 6-1, 6-3, 6-1            |
| Победа    | 1948 | Чемпионат Австралии (6) | Адриан Квист  | Колин Лонг Фрэнк Седжмен         | 1-6, 6-8, 9-7, 6-3, 8-6  |
| Победа    | 1948 | Уимблдонский турнир     | Фрэнк Седжмен | Том Браун Гарднар Маллой         | 5-7, 7-5, 7-5, 9-7       |
| Победа    | 1949 | Чемпионат Австралии (7) | Адриан Квист  | Джефф Браун Билл Сидуэлл         | 1-6, 7-5, 6-2, 6-3       |
| Победа    | 1949 | Чемпионат США (2)       | Билл Сидуэлл  | Фрэнк Седжмен Джордж Уортингтон  | 6-4, 6-0, 6-1            |
| Победа    | 1950 | Чемпионат Австралии (8) | Адриан Квист  | Ярослав Дробный Эрик Стёрджесс   | 6-3, 5-7, 4-6, 6-3, 8-6  |
| Победа    | 1950 | Уимблдонский турнир (2) | Адриан Квист  | Джефф Браун Билл Сидуэлл         | 7-5, 3-6, 6-3, 3-6, 6-2  |
| Победа    | 1950 | Чемпионат США (3)       | Фрэнк Седжмен | Гарднар Маллой Билл Талберт      | 7-5, 8-6, 3-6, 6-1       |
| Поражение | 1951 | Чемпионат Австралии (2) | Адриан Квист  | Кен Макгрегор Фрэнк Седжмен      | 9-11, 6-2, 3-6, 6-4, 3-6 |

### Смешанный парный разряд (4+7)
| Результат | Год  | Турнир                  | Партнёр         | Соперники в финале            | Счёт в финале   |
| --------- | ---- | ----------------------- | --------------- | ----------------------------- | --------------- |
| Победа    | 1938 | Чемпионат Австралии     | Маргарет Уилсон | Нэнси Уинн Колин Лонг         | 6-3, 6-2        |
| Поражение | 1938 | Чемпионат США           | Тельма Койн     | Элис Марбл Дон Бадж           | 1-6, 2-6        |
| Поражение | 1939 | Чемпионат Австралии     | Маргарет Уилсон | Нелл Холл-Хопман Гарри Хопман | 8-6, 2-6, 3-6   |
| Поражение | 1946 | Чемпионат Австралии (2) | Джойс Фитч      | Нэнси Уинн-Болтон Колин Лонг  | 0-6, 4-6        |
| Поражение | 1947 | Чемпионат Австралии (3) | Джойс Фитч      | Нэнси Уинн-Болтон Колин Лонг  | 3-6, 3-6        |
| Победа    | 1947 | Уимблдонский турнир     | Луиза Браф      | Нэнси Уинн-Болтон Колин Лонг  | 1-6, 6-4, 6-2   |
| Победа    | 1947 | Чемпионат США           | Луиза Браф      | Гасси Моран Панчо Сегура      | 6-3, 6-1        |
| Победа    | 1948 | Уимблдонский турнир (2) | Луиза Браф      | Гасси Моран Фрэнк Седжмен     | 6-2, 3-6, 6-3   |
| Поражение | 1949 | Чемпионат Австралии (4) | Джойс Фитч      | Дорис Харт Фрэнк Седжмен      | 1-6, 7-5, 10-12 |
| Поражение | 1949 | Уимблдонский турнир     | Луиза Браф      | Шейла Саммерс Эрик Стёрджесс  | 7-9, 11-9, 5-7  |
| Поражение | 1954 | Чемпионат Австралии (5) | Берил Пенроуз   | Тельма Койн-Лонг Рекс Хартвиг | 6-4, 1-6, 2-6   |

## Участие в финалах Кубка Дэвиса за карьеру (2+4)
| Результат | Год  | Место проведения             | Команда                               | Соперник в финале                               | Счёт |
| --------- | ---- | ---------------------------- | ------------------------------------- | ----------------------------------------------- | ---- |
| Поражение | 1938 | Филадельфия, США             | Дж. Бромвич, А. Квист                 | США: Д. Бадж, Дж. Мако, Б. Риггс                | 2:3  |
| Победа    | 1939 | Хаверфорд, Пенсильвания, США | Дж. Бромвич, А. Квист                 | США: Дж. Креймер, Ф. Паркер, Б. Риггс, Дж. Хант | 3:2  |
| Поражение | 1946 | Мельбурн, Австралия          | Дж. Бромвич, А. Квист, Д. Пэйлз       | США: Дж. Креймер, Г. Маллой, Т. Шрёдер          | 0:5  |
| Поражение | 1947 | Нью-Йорк, США                | Дж. Бромвич, К. Лонг, Д. Пэйлз        | США: Дж. Креймер, Т. Шрёдер                     | 1:4  |
| Поражение | 1949 | Нью-Йорк, США                | Дж. Бромвич, Ф. Седжмен, Б. Сидуэлл   | США: П. Гонсалес, Г. Маллой, Т. Шрёдер          | 1:4  |
| Победа    | 1950 | Нью-Йорк, США                | Дж. Бромвич, К. Макгрегор, Ф. Седжмен | США: Т. Браун, Г. Маллой, Т. Шрёдер             | 4:1  |